# Бєляєва Алла Іванівна
 Бєляєва Алла Іванівна  (нар. 24 лютого 1939, Харків) — доктор фізико-математичних наук (1977), професор (1991), професор кафедри загальної та експериментальної фізики Національного технічного університету «Харківський політехнічний інститут».

## Життєпис
Алла Іванівна Бєляєва народилася 24 лютого 1939 р. у Харкові в сім'ї лікарів. Школу закінчила із золотою медаллю, з відзнакою — фізико-математичний факультет Харківського державного університету імені О. М. Горького (нині — Харківський національний університет ім. В. Н. Каразіна) у 1961 році.

## Професійна діяльність
1961 — аспірантка у Фізико-технічному інституті низьких температур (ФТІНТ НАН України) під керівництвом академіка Б. І. Вєркіна;
1965—1999 — молодший, старший науковий співробітник ФТІНТ;
1965 — захист дисертації на здобуття наукового ступеня кандидата фізико-математичних наук;
1974 — захист дисертації на здобуття наукового ступеня доктора фізико-математичних наук;
1974—1999 — керівник лабораторії оптико-фізичних досліджень та відділу прикладної кріогенної оптики і матеріалознавства ФТІНТ;
1980—1990 — обіймала посаду професора кафедри фізичної оптики та астрономії ХНУ ім. В. Н. Каразіна, заснувавши у ФТІНТ НАН України філію кафедри оптики «Кріогенна оптика» робота за сумісництвом;
1990 — отримала атестат професора за спеціальністю «Фізика магнітних явищ»;
2000 — професор кафедри загальної та експериментальної фізики НТУ «Харківський політехнічний інститут», де заснувала науково-дослідну лабораторію «Оптика наноструктур» (нині — лабораторія «Оптичної та радіохвильової еліпсометрії» (ЛОРЕ)).

## Наукова, педагогічна та навчально-методична робота
Бєляєва Алла Іванівна є автором понад 500 наукових праць, зокрема статей у спеціальних фахових виданнях, монографій, авторських свідоцтв у галузі кріогенної техніки.
Професор А. І. Бєляєва — науковий керівник понад 30 кандидатів наук, науковий консультант 2 докторів наук.
Під її керівництвом захистили дисертації співробітники ЛОРЕ: кандидатські — С. М. Коломієць, К. В. Баранова, К. О. Слатін, І. В. Колєнов, А. О. Савченко, О. А. Галуза; докторську — О. А. Галуза.
Активний учасник міжнародних конференцій широкого практичного призначення. Постійно виступає опонентом по захисту дисертацій на здобуття наукового ступеня, рецензує наукові проекти та статті до спеціалізованих фахових видань. Вчені лабораторії — переможці конкурсу проєктів УНТЦ; отримали гранти Президента України, НАН України; відзначені стипендіями Президента України, Верховної Ради України; премією Кабінету Міністрів України в номінації «За наукові досягнення».

## Громадська діяльність
Депутат Харківської облради народних депутатів двох скликань (1985—1988),
вчений секретар секції методичної ради товариства «Знання»,
член проблемної ради фізико-магнітних явищ при президії Академії наук СРСР (1974—1985).

## Коло наукових інтересів
Фізика твердого тіла, фізика магнітних явищ, оптична спектроскопія, магнітооптика, магнітні фазові переходи, створення запам'ятовуючих пристроїв для електронно-обчислювальної техніки, фізика низьких температур і кріогенна техніка, багатошарові системи, кутова та спектральна еліпсометрія оптичного та THz-діапазону.

## Звання та нагороди
- Медаль «За трудову відзнаку»,
- медаль «За доблесну працю»,
- медаль «Ветеран праці»,
- бронзова медаль ВДНГ СРСР,
- нагрудний знак «Винахідник СРСР».